# Observatoire fédéral d'astrophysique
Ne pas confondre avec l'observatoire fédéral situé à Ottawa
L'observatoire fédéral d'astrophysique (précédemment observatoire astrophysique du Dominion) est un observatoire astronomique situé sur l'Observatory Hill à Saanich, en Colombie-Britannique (Canada). Subventionné par le gouvernement du Canada, sa construction est achevée en 1918. 
Proposé et dessiné en 1910 par John Stanley Plaskett, appuyé par l'International Union for Cooperation in Solar Research, l'observatoire est prévu pour recevoir un télescope dont le miroir primaire fait 72 pouces de diamètre, le plus gros du monde à l'époque. Cependant, les délais de construction font en sorte qu'il entre en fonction après le télescope Hooker de 100 pouces du mont Wilson.
L'observatoire est l'un des principaux centres mondiaux de recherches en astrophysique jusqu'aux années 1960. On y a fait notamment plusieurs découvertes à propos de la nature de la Voie lactée. Il a été reconnu comme un lieu historique national du Canada.

## Historique

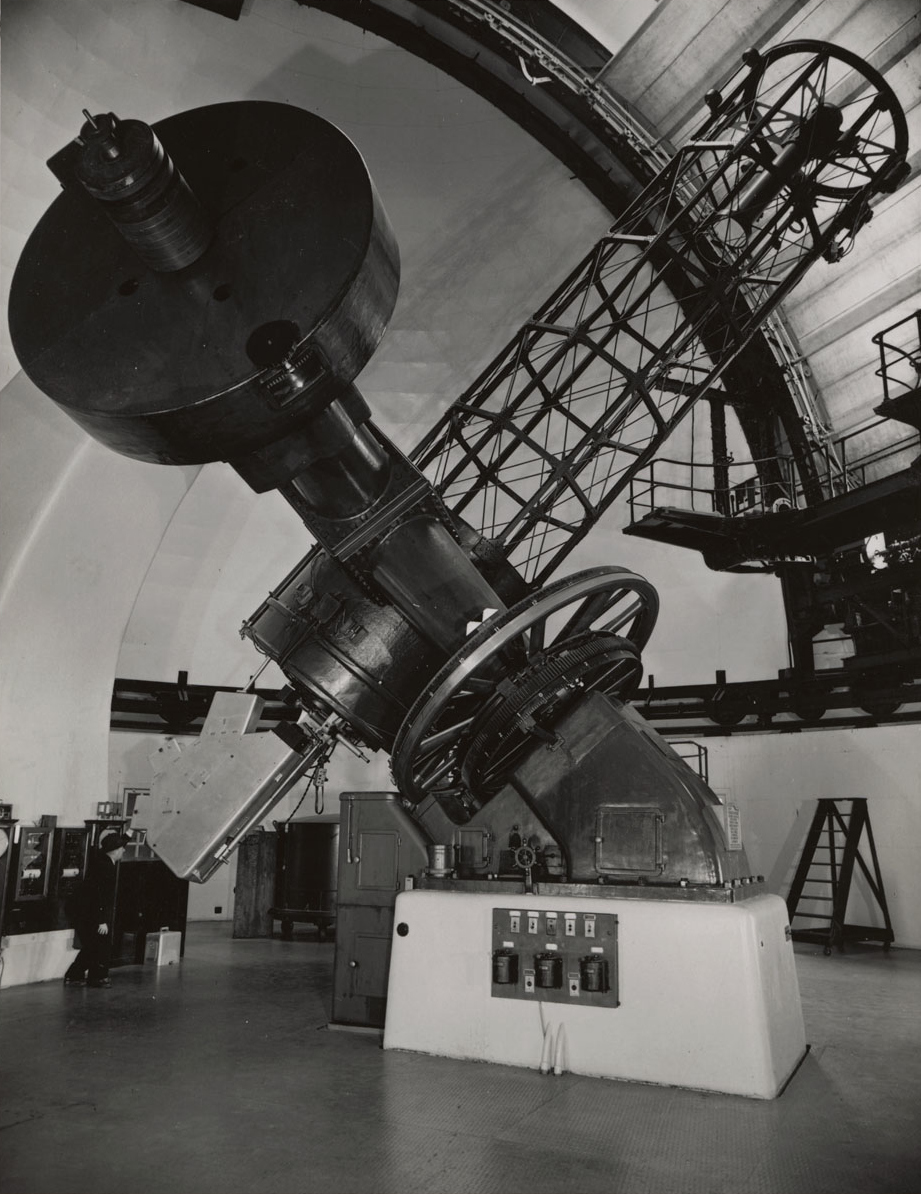
Télescope de l'Observatoire fédéral d'astrophysique à Victoria, Colombie-Britannique.

L'édifice abritant le télescope est construit par la McAlpine-Robertson Company of Vancouver pour 75 000 dollars canadiens.
Le poids du miroir est d'environ 2 000 kilogrammes. Il est réalisé par Saint-Gobain dans leur usine d'Anvers, en Belgique. Il est envoyé à peine une semaine avant le début de la Première Guerre mondiale. Amené à une usine de la John A. Brashear company située à Pittsburgh, le miroir doit être corrigé deux fois avant d'être envoyé en Colombie-Britannique, ce qui retarde de deux ans la construction du télescope.
Une fois les travaux complétés, Plaskett est à la tête de l'observatoire jusqu'en 1935.
En 1962, l'observatoire acquiert un autre télescope optique de 48 pouces.
En 1995, l'observatoire devient le siège de l'Institut Herzberg d'astrophysique.

## Centre of the Universe

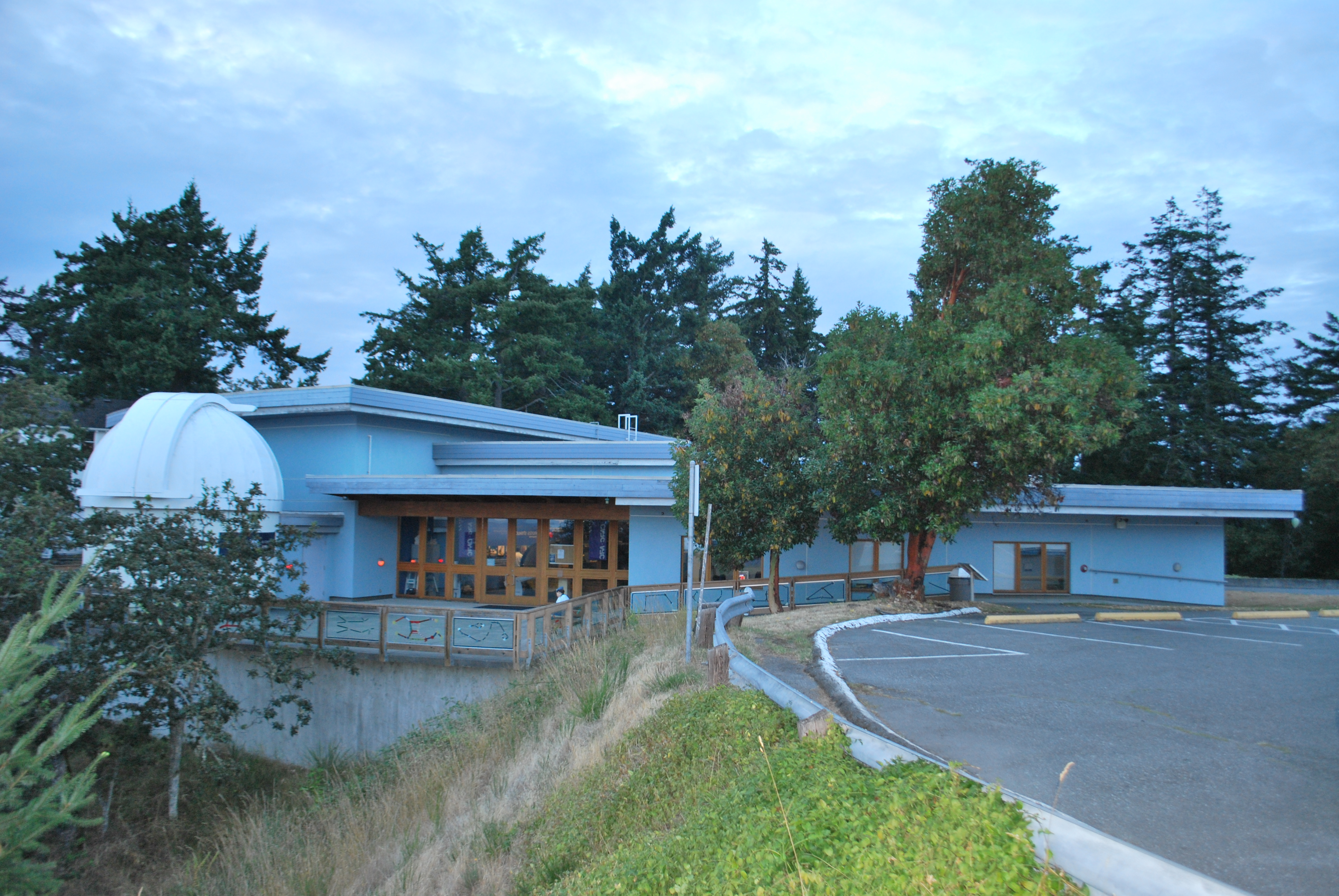
Bâtiments du Center of the Universe.

L'observatoire possède un centre d'interprétation, le Centre of the Universe, fondé en 2002. Il est ouvert régulièrement au public entre mai et septembre et présente des expositions interactives sur l'astronomie, les travaux réalisés à l'observatoire ainsi qu'aux organisations connexes. Il organise également des visites du télescope et possède un planétarium.